# Daxu
Daxu (kinesiska: 大许, 大许镇) är en köping i Kina. Den ligger i provinsen Jiangsu, i den östra delen av landet, omkring 270 kilometer nordväst om provinshuvudstaden Nanjing. Antalet invånare är 66563. Befolkningen består av 32 705 kvinnor och 33 858 män. Barn under 15 år utgör 20,0 %, vuxna 15-64 år 68 %, och äldre över 65 år 11,0 %.
Genomsnittlig årsnederbörd är 1 017 millimeter. Den regnigaste månaden är juli, med i genomsnitt 234 mm nederbörd, och den torraste är januari, med 11 mm nederbörd.